# Котово (Ґродзиський повіт)
Кото́во (пол. Kotowo) — село в Польщі, у гміні Ґраново Ґродзиського повіту Великопольського воєводства.
Населення — 226 осіб (2011).
У 1975—1998 роках село належало до Познанського воєводства.

## Демографія
Демографічна структура станом на 31 березня 2011 року:
|          | Загалом | Допрацездатний вік | Працездатний вік | Постпрацездатний вік |
| -------- | ------- | ------------------ | ---------------- | -------------------- |
| Чоловіки | 112     | 27                 | 79               | 6                    |
| Жінки    | 114     | 18                 | 74               | 22                   |
| Разом    | 226     | 45                 | 153              | 28                   |